# Chi Bạch mộc
Chi Bạch mộc (danh pháp khoa học: Quassia) là một chi trong họ Thanh thất (Simaroubaceae). Số lượng loài trong chi này gây tranh cãi; một số nhà thực vật học coi chi này chỉ chứa 1 loài duy nhất có danh pháp Quassia amara sinh sống tại khu vực nhiệt đới Nam Mỹ, trong khi những người khác cho rằng chi này phân bố rộng khắp vùng nhiệt đới và chứa tới 40 loài cây gỗ và cây bụi.
Tên chi đặt theo tên nhà thực vật học người Surinam là Graman Quassi (1692-1787).

## Một số loài
Định nghĩa rộng của chi này bao gồm khoảng 36 loài như sau:
- Quassia africana
- Quassia amara: Thằn lằn, khổ mộc, bạch mộc.
- Quassia baileyana
- Quassia bidwillii
- Quassia borneensis
- Quassia cedron
- Quassia crustacea
- Quassia cuneata
- Quassia cuspidata
- Quassia ferruginea
- Quassia floribunda
- Quassia gabonensis
- Quassia glabra
- Quassia grandifolia
- Quassia guianensis
- Quassia harmandiana
- Quassia indica: Thằn lằn ấn, sâm đề, kro, a-mi-xu.
- Quassia intermedia
- Quassia laevis
- Quassia maiana
- Quassia monophylla
- Quassia obovata
- Quassia orinocensis
- Quassia paraensis
- Quassia pohliana
- Quassia praecox
- Quassia salubris
- Quassia sanguinea
- Quassia schweinfurthii
- Quassia subcymosa
- Quassia suffruticosa
- Quassia trichilioides
- Quassia tulae
- Quassia undulata
- Quassia versicolor
- Quassia warmingiana

## Sử dụng
Các loài trong chi này là nguồn của các quassinoid là quassin và neo-quassin.
Nước luộc các phần của một số loài Quassia là chất có tác dụng tốt chống lại một số loại sâu bọ gây hại. Người ta cũng dùng bột nghiền từ rễ của chúng vào mục đích này.
Gỗ thu được Quassia được sử dụng ở quy mô công nghiệp để điều chế thuốc trừ sâu và dược phẩm, cũng như để thay thế hoa bia trong sản xuất bia.

## Hình ảnh

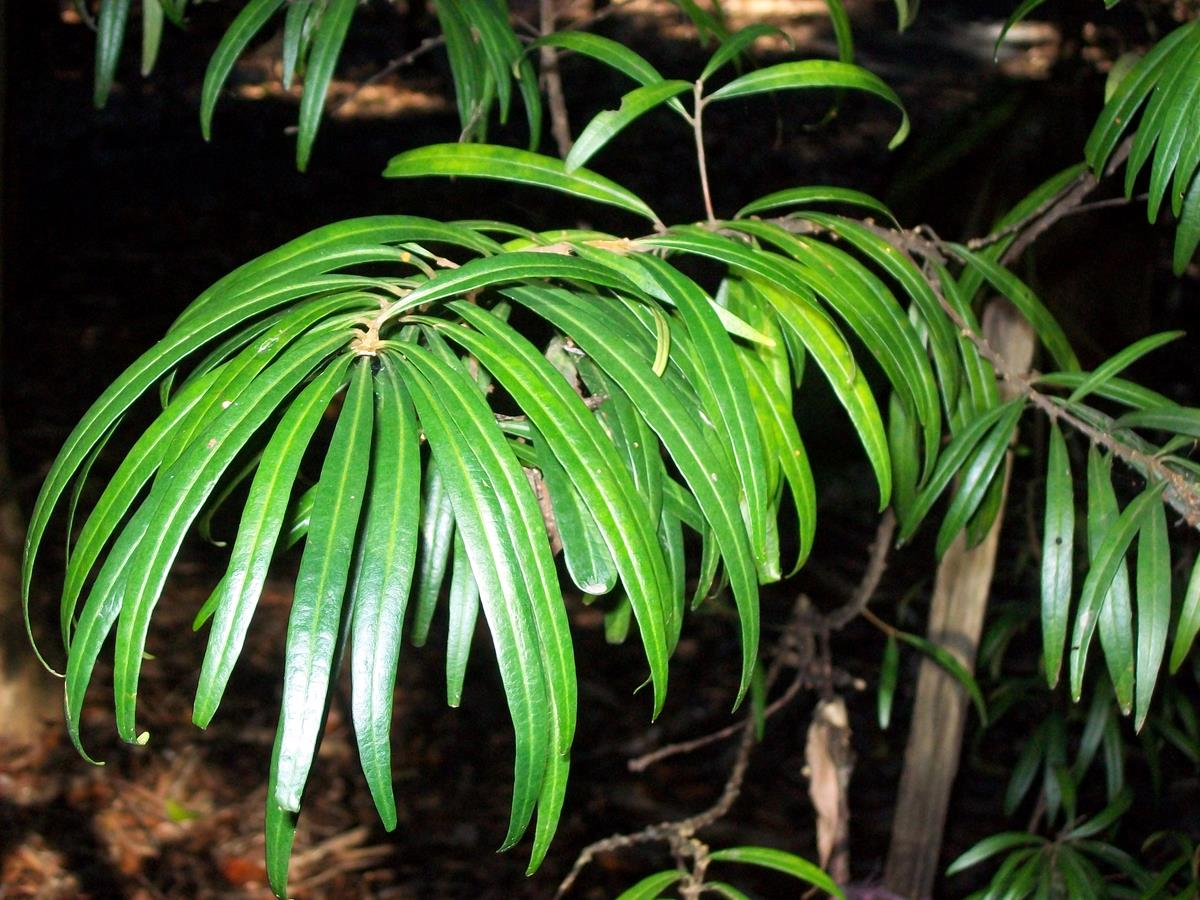
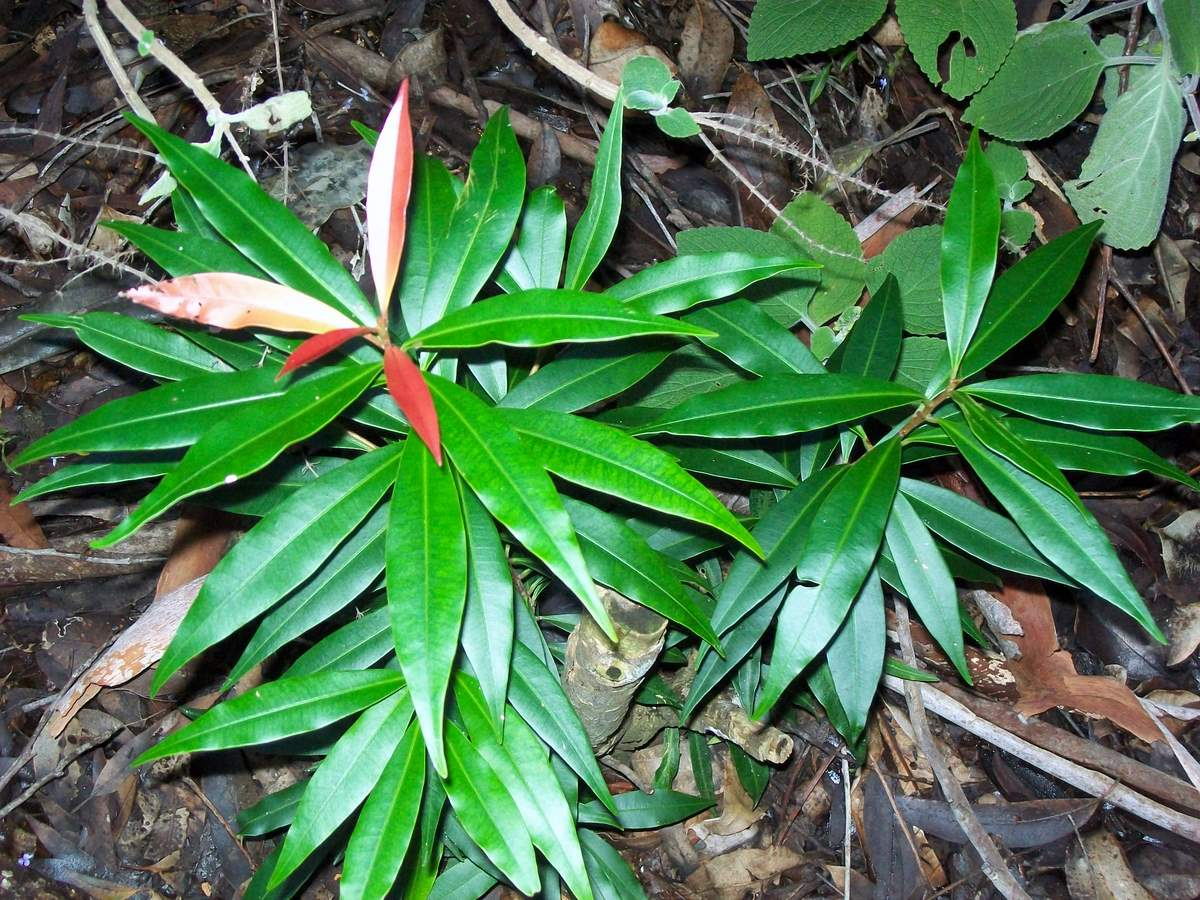